# Teodor Gryfita
Teodor Gryfita, zwany też Czader lub Cedro (zm. 1237) – wojewoda krakowski w latach 1231–1237.

## Życiorys
Pochodził z możnowładczego rodu Gryfitów, który w okresie jego życia odgrywał dominującą rolę polityczną w Małopolsce. Był synem Jana Gryfity. Pierwszy raz wzmiankowany w latach 1222–1223, znika ze źródeł w 1225 (w związku z ucieczką Gryfitów z Małopolski i ich buntem przeciwko Leszkowi Białemu – wrócili do Małopolski po śmierci księcia). Po śmierci swego brata Marka z Brzeźnicy został w 1231 mianowany wojewodą krakowskim, którą to funkcję pełnił aż do śmierci. Wspomagał Henryka Brodatego w przejęciu przezeń tronu krakowskiego i pełnił faktyczne rządy w Małopolsce pod nieobecność monarchy. W 1234 roku Henryk Brodaty powierzył mu akcję kolonizacji Podhala. W tym celu Teodor ufundował klasztor cystersów w Ludźmierzu (dokąd sprowadził zakonników z rodowej fundacji Gryfitów w Jędrzejowie). Jest także niekiedy wiązany z fundacją krakowskiego klasztoru franciszkanów.

## Literatura
- A. Małecki, Studya heraldyczne, t. II, Lwów 1890, s. 51-54.
- L. M. Wójcik, Ród Gryfitów do końca XIII wieku. Pochodzenie — genealogia — rozsiedlenie, "Historia" CVII, Wrocław 1993, s. 56-58.
- J. Wyrozumski, Dzieje Krakowa. Tom 1: Kraków do schyłku wieków średnich, Kraków, 1992, s. 124-126.
- Bartosz Paprocki, Herby rycerstwa polskiego, Kraków, 1584, s. 124